# 叡山電鉄鞍馬線
鞍馬線（くらません）は、京都府京都市左京区の宝ケ池駅から鞍馬駅までを結ぶ叡山電鉄の鉄道路線である。

## 概要
1986年に叡山電鉄へ譲渡されるまでは京福電気鉄道が運営していた。京都市中心部から市原駅付近までの生活路線および、鞍馬寺や貴船神社への参詣・行楽路線である。二軒茶屋駅付近までは山裾を走るものの沿線に住宅地が広がり都市近郊路線の趣きがあるが、同駅以北は50‰の勾配がある山岳路線となる。ただし、市原駅付近までは沿線の住宅地開発が進んでおり、山深さはない。秋の紅葉の時期に市原駅 - 二ノ瀬駅間で見ることができる「もみじのトンネル」は、貴船もみじ灯篭の期間中にライトアップが行われ、夜間（17時から21時頃）にこの区間を走行する際には、車内灯を消して徐行することによりその眺望を楽しめるようにしている。
周辺道路が狭隘であることから、休日や観光シーズンには並行している鞍馬街道（京都府道38号京都広河原美山線）では慢性的な交通渋滞が発生するとされ、鞍馬の火祭の催行時は鞍馬周辺の道路が通行止めとなるため、地区への出入りは当路線が重要な交通手段となる。

市原駅 - 二ノ瀬駅間の「もみじのトンネル」
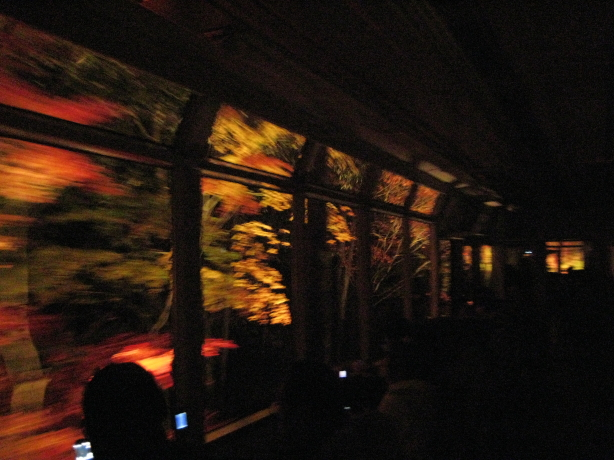
ライトアップされたもみじのトンネル内を走行する900系「きらら」の車窓
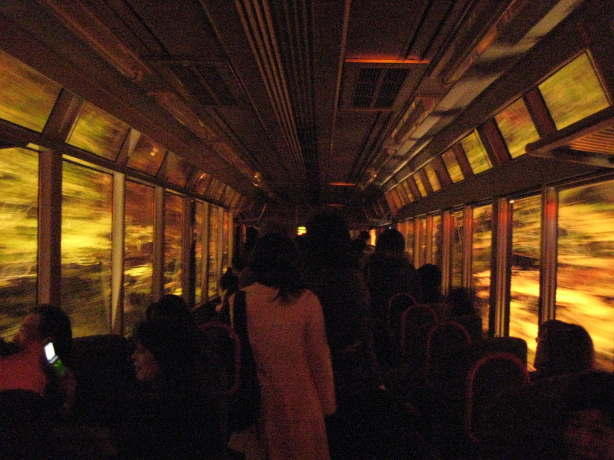
ライトアップされたもみじのトンネル内を走行する「きらら」の車内の様子
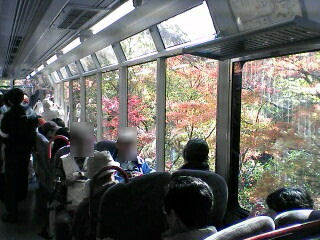
もみじのトンネル内を走行する「きらら」の車窓
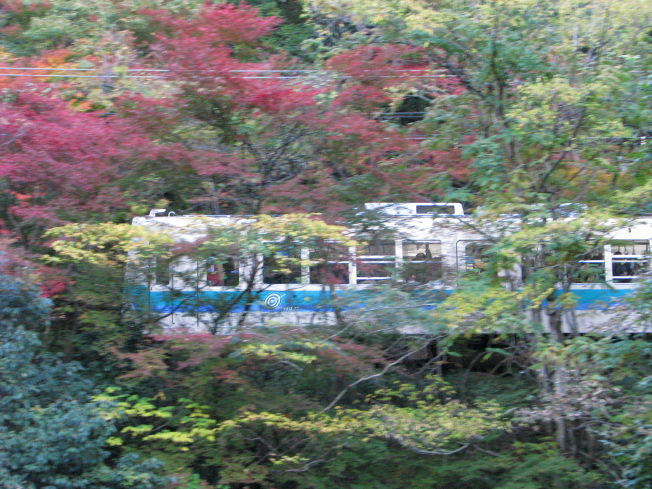
もみじのトンネルを駆け抜ける800系

### 路線データ
- 路線距離（営業キロ）：8.8 km
- 軌間：1435 mm
- 駅数：10駅（起終点駅含む）
- 複線区間：宝ケ池駅 - 二軒茶屋駅間
- 単線区間：二軒茶屋駅 - 鞍馬駅間
- 電化区間：全線電化（直流600V）
- 閉塞方式：自動閉塞式
- 保安装置：ATS（速度照査機能付）
- 最高速度：60km/h[1]
- 最急勾配：50‰

## 運行形態

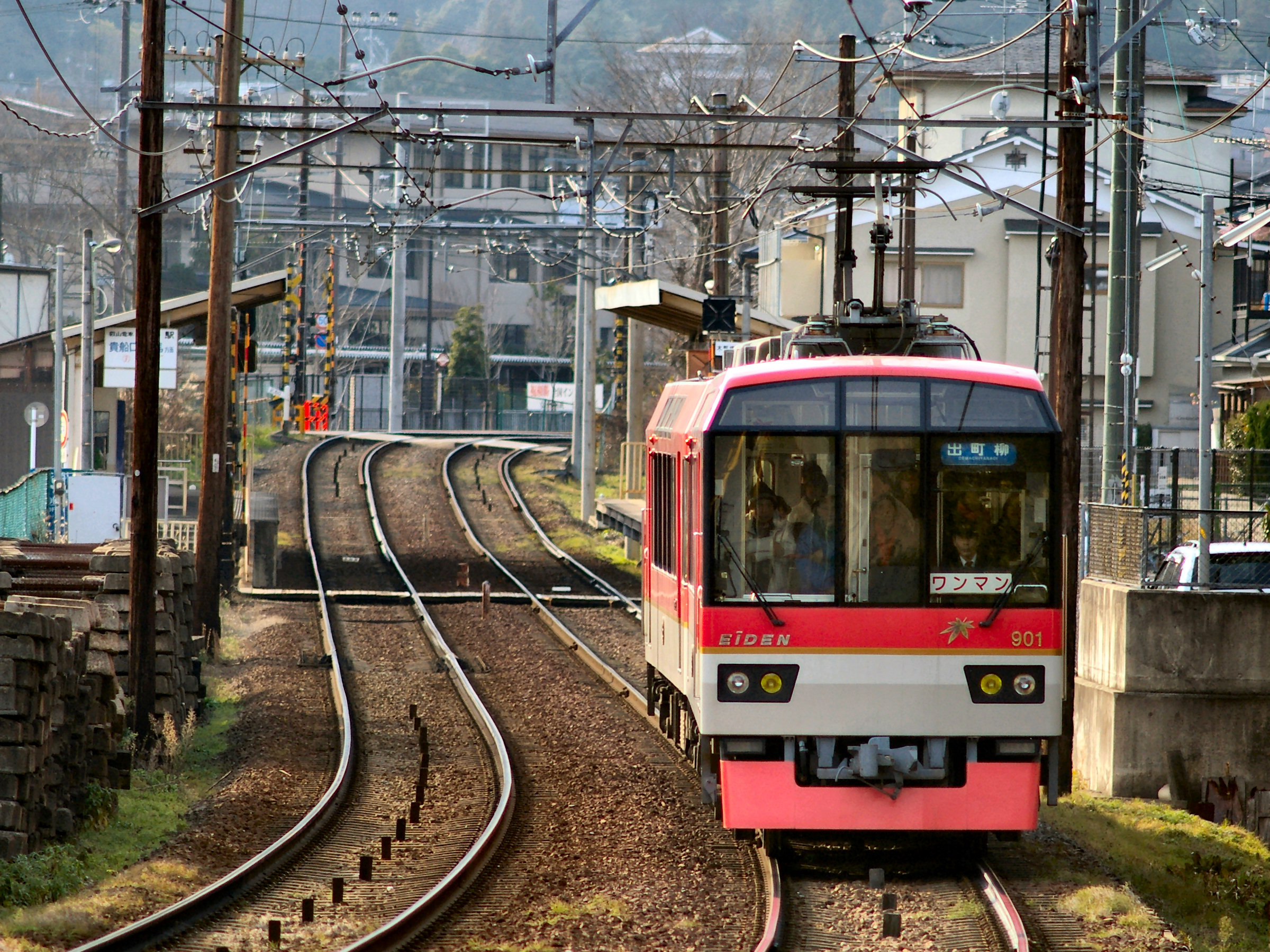
木野駅付近の住宅地を行く900系「きらら」

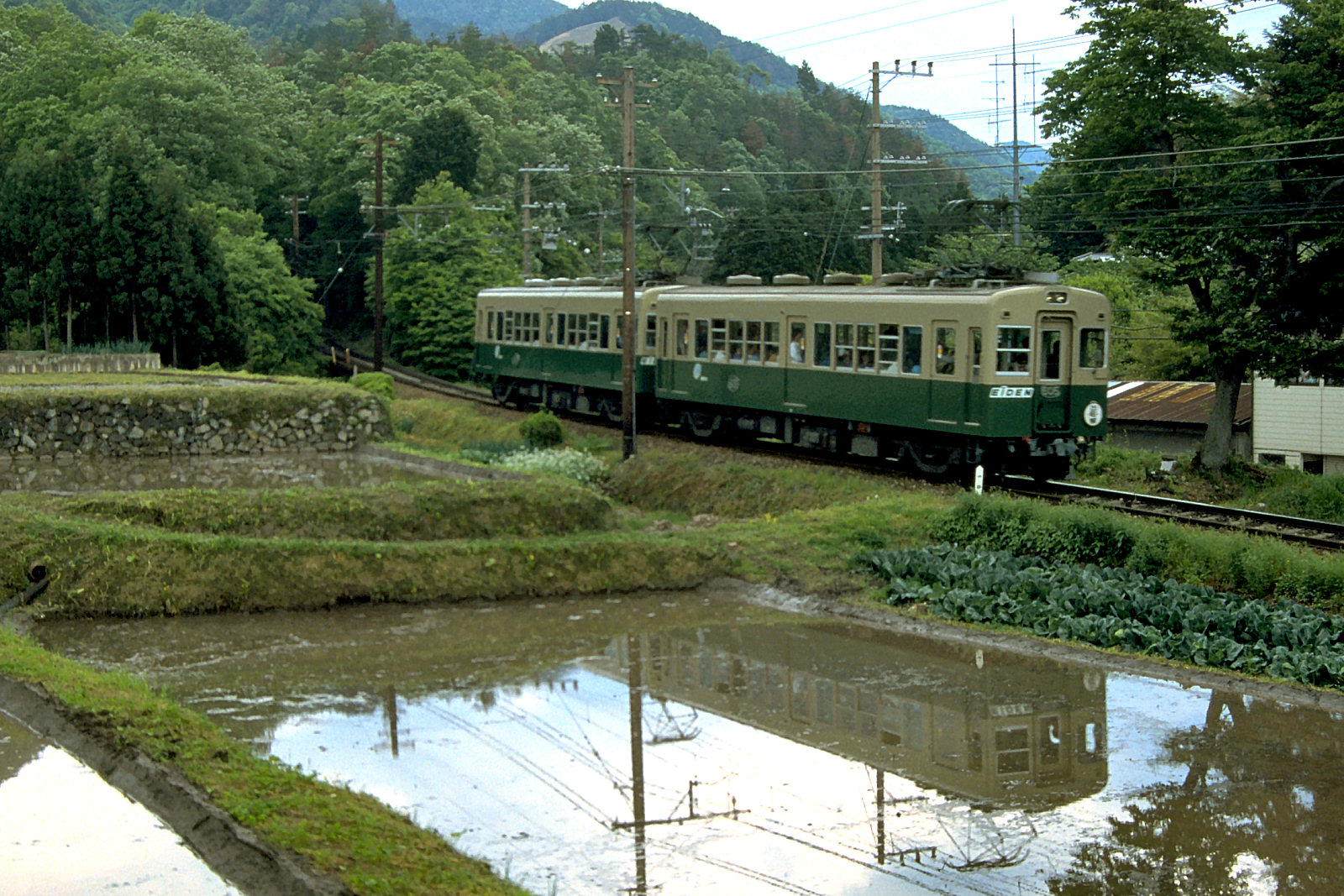
初夏の沿線風景 1994年
（2008年時点でも線路脇の柵以外は同様）

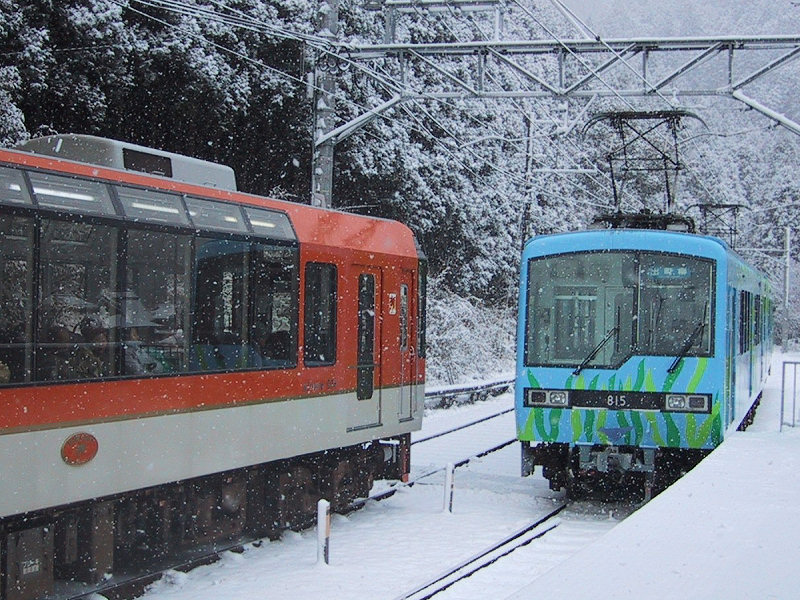
冬の二ノ瀬駅 2002年撮影
（右は815号旧塗装「エコモーション号」）

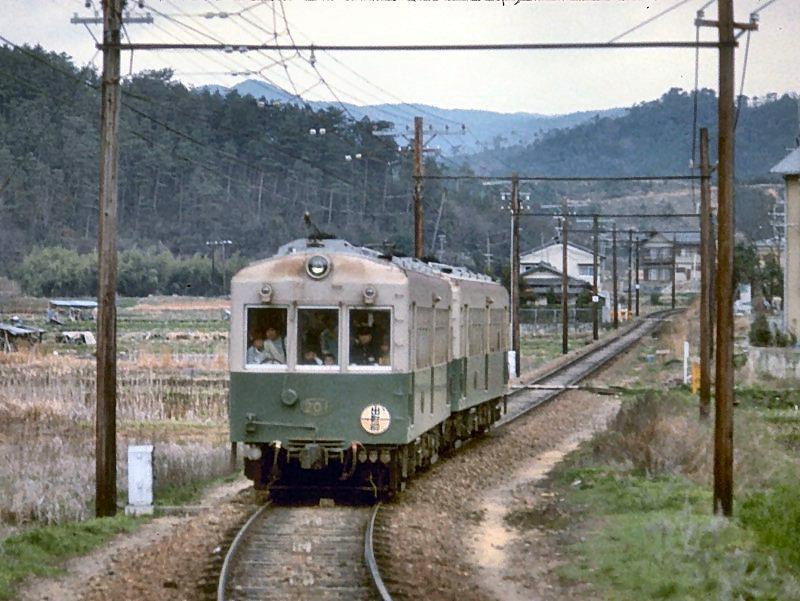
1970年頃の沿線風景
（旧木野駅ホーム〈上の画像「木野駅付近…」の奥の踏切先〉から現：京都精華大前駅方向を撮影）

平日ダイヤと土休日ダイヤの2つを基本としている。
すべての列車が叡山本線と直通する。2021年9月18日改正時点のダイヤでは、平日・土休日とも昼間時間帯は全列車が出町柳駅 - 鞍馬駅間の列車で15分間隔で運転される。夜間には二軒茶屋駅発着や車庫のある叡山本線の修学院駅発着となる列車もある。
2021年1月30日のダイヤ改正前は、平日昼間時間帯は出町柳駅 - 鞍馬駅間、出町柳駅 - 二軒茶屋駅間の列車がそれぞれ20分間隔（1時間にそれぞれ3本運転、計6本）で運転されていた。これに対し、叡山本線八瀬比叡山口駅行きは1時間に3本で、叡山電鉄本来の本線である八瀬比叡山口駅発着列車よりも、鞍馬線直通列車の本数の方が多くなっていた。
お盆や年末年始は平日でも土休日ダイヤで運行されることがある。また、観光シーズンには特別ダイヤが組まれることがあり、その場合は平日は出町柳駅 - 鞍馬駅間の列車が15分間隔と下校時に合わせた出町柳駅 - 二軒茶屋駅間の折り返し列車が、休日は最大で出町柳駅 - 鞍馬駅間の列車が12分間隔で運転される。
2004年からは原則として全ての列車がワンマン運転を行っているが、多客時は茶山・京都芸術大学駅または出町柳駅から木野駅（紅葉時期などには鞍馬駅や貴船口駅）までの区間で車掌が乗務することがある。

## 歴史
鞍馬線は1927年（昭和2年）12月1日に京都電燈と京阪電気鉄道の合弁会社として設立された鞍馬電気鉄道により1928年（昭和3年）12月1日に山端駅 - 市原間駅が開業した。叡山線との直通運転は開業当初から現在に至るまで行われている。1942年（昭和17年）8月1日に京都電燈の後身である京福電気鉄道に合併した。
- 1928年（昭和3年）12月1日 鞍馬電気鉄道により山端駅（現在の宝ケ池駅） - 市原間駅が開業。
- 1929年（昭和4年）
  - 10月20日 市原駅 - 鞍馬仮駅間が開業。
  - 12月20日 鞍馬仮駅 - 鞍馬駅間が開業して全通。鞍馬仮駅廃止。京都電燈叡山電鉄線（現・叡山電鉄叡山本線）に山端駅から乗り入れ、同線の出町柳駅まで直通運転を開始。
- 1930年（昭和5年）2月 集電方式を架空単線式に変更。
- 1935年（昭和10年）6月29日 鴨川水害で全線不通、7月2日より岩倉駅 - 山端駅間運転再開。残り区間は7月末に運行再開[7]。
- 1939年（昭和14年）9月 二軒茶屋駅 - 市原駅間が単線化（不要不急線指定に基づくものではない）。
- 1942年（昭和17年）8月1日 京福電気鉄道（同年3月に京都電燈の鉄軌道部門を分離して設立）に合併、鞍馬線となる。
- 1944年（昭和19年）11月10日 山端駅 - 二軒茶屋駅間が単線化され資材供出。
- 1954年（昭和29年）6月10日 山端駅を宝ケ池駅に改称。
- 1958年（昭和33年）4月9日 宝ケ池 - 岩倉駅間が再複線化。
- 1964年（昭和39年）1月5日 二ノ瀬駅 - 貴船口駅間で列車衝突事故が発生[8]。69人負傷。これに伴い、デナ121号車と123号車が全焼して廃車。デナ21 - 24号のブレーキ装置を改良して鞍馬駅までの車両を補い、不燃化対策でデナ1形をデナ500形で置き換えた。
- 1973年（昭和48年） 集電装置をトロリーホイールからスライダーシューに変更。
- 1978年（昭和53年）10月19日 日本国内最後のトロリーポール集電方式が廃止されパンタグラフ集電方式に変更。
- 1983年（昭和58年）12月1日 列車運行管理システム (PTC) 導入。列車無線装置使用開始。
- 1986年（昭和61年）4月1日 叡山電鉄に譲渡。
- 1988年（昭和63年）
  - 11月28日 自動列車制御装置 (ATS) を路線に設置（車両には前年より順次取付）。
  - 12月25日 ワンマン運転開始、当初は岩倉駅および二軒茶屋駅折り返し運行に、後に鞍馬駅まで早朝・夜間を中心に運行され、単行の700系を使用。
- 1989年（平成元年）9月21日 京都精華大前駅開業[9]、同時に10月5日の京阪電気鉄道鴨東線開業を見越したダイヤ改正。平日日中の岩倉駅折り返しを二軒茶屋駅まで延長し、休日多客時の鞍馬駅延長運転を休日オンシーズンダイヤとして定期設定。
- 1990年（平成2年）9月28日 岩倉駅 - 二軒茶屋駅間が再複線化、岩倉駅折り返し運行を全面的に二軒茶屋駅折り返し運行とする[10]。
- 1994年（平成6年）3月23日 ダイヤ改正による大増発実施。1960年代から続いていた通常時鞍馬駅発着・（岩倉駅）二軒茶屋駅発着各々30分毎、多客時（オンシーズン）鞍馬駅発着15分毎から、平日各々20分毎、休日は全て鞍馬駅発着で15分毎を基本としたものに変更。
- 2004年（平成16年）1月13日 原則として全列車ワンマン運転になる。
- 2018年（平成30年）
  - 9月4日 台風21号により全線が運休[11][12][13]。
  - 9月5日 宝ケ池駅 - 二軒茶屋駅間が運転再開[12][13]。
  - 9月7日 二軒茶屋駅 - 市原駅間が運転再開[14][13]。
  - 9月27日 市原駅 - 貴船口駅間が運転再開[13]。
  - 10月27日 貴船口駅 - 鞍馬駅間が運転再開し、全線復旧[15][16]。
- 2020年（令和2年）7月8日 令和2年7月豪雨の影響で市原駅 - 鞍馬駅間が不通となる[17]。
- 2021年（令和3年）9月18日 市原駅 - 鞍馬駅間が運転再開し、全線復旧[18][19]。

## 駅一覧
- 全駅京都府京都市左京区内に所在。
- 線路 - ∥：複線区間、◇・∨・∧：単線区間（列車交換可能）、｜：単線区間（列車交換不可）

| 駅番号 | 駅名                          | 駅間キロ | 営業キロ | 標高(m) | 接続路線                                  | 線路 |
| ------ | ----------------------------- | -------- | -------- | ------- | ----------------------------------------- | ---- |
| E06    | 宝ケ池駅                      | -        | 0.0      | 87.5    | 叡山電鉄： E 叡山本線（全列車が直通運転） | ∥    |
| E09    | 八幡前駅                      | 0.9      | 0.9      | 98.6    |                                           | ∥    |
| E10    | 岩倉駅                        | 0.8      | 1.7      | 102.4   |                                           | ∥    |
| E11    | 木野駅                        | 1.0      | 2.7      | 98.4    |                                           | ∥    |
| E12    | 京都精華大前駅                | 0.8      | 3.5      | 112.5   |                                           | ∥    |
| E13    | 二軒茶屋駅 （京都産業大学前） | 0.6      | 4.1      | 122.7   |                                           | ∨    |
| E14    | 市原駅                        | 1.2      | 5.3      | 151.7   |                                           | ｜   |
| E15    | 二ノ瀬駅                      | 1.3      | 6.6      | 178.5   |                                           | ◇    |
| E16    | 貴船口駅                      | 1.0      | 7.6      | 203.8   |                                           | ｜   |
| E17    | 鞍馬駅                        | 1.2      | 8.8      | 238.0   | 鞍馬寺：鞍馬山鋼索鉄道（山門駅）          | ∧    |

駅番号は2008年10月19日から実施。なお、宝ケ池駅には叡山本線としてのE06だけが与えられている。
貴船口駅と鞍馬駅は日中時間帯、木野駅は平日の朝方に駅員が配置され、その他の駅はすべて無人駅。